# Montjay
Montjay é uma comuna francesa na região administrativa de Borgonha-Franco-Condado, no departamento Saône-et-Loire. Estende-se por uma área de 11,11 km². Em 2010 a comuna tinha 204 habitantes (densidade: 18,4 hab./km²).